# 新巴登 (伊利諾伊州)
新巴登（英語：New Baden）是位於美國伊利諾伊州克林頓縣和聖克萊爾縣的一個村落。

## 地理
新巴登的座標為38°32′08″N 89°42′00″W / 38.53556°N 89.70000°W，而該地最高點為海拔高度140米（即459英尺）。

## 人口
根據2010年美國人口普查的數據，新巴登的面積為4.69平方千米，當中陸地面積為4.69平方千米，而水域面積為0.00平方千米。當地共有人口3349人，而人口密度為每平方千米714人。